# Kresttsi
Krésttsi o Kréstsi (en ruso: Кре́стцы) es una localidad (asentamiento de tipo urbano) del óblast de Nóvgorod, centro administrativo del raión homónimo, en Rusia. Está ubicada en la autopista M10 (que conecta las ciudades de Moscú y San Petersburgo), 86 km al este de Nóvgorod. Población: 9095 habitantes (2010).
Documentada por primera vez en 1393.

## Evolución demográfica
| Censo | 1825  | 1833  | 1840  | 1847  | 1856  | 1863  | 1867  | 1870  | 1885  | 1897  | 1910  |
| ----- | ----- | ----- | ----- | ----- | ----- | ----- | ----- | ----- | ----- | ----- | ----- |
| Pob.  | 2.073 | 1.577 | 1.337 | 1.201 | 2.576 | 3.500 | 3.170 | 3.173 | 2.807 | 2.596 | 2.991 |

| Censo | 1920  | 1923  | 1926  | 1939  | 1943  | 1959  | 1970  | 1979   | 1989   | 2002  | 2010  |
| ----- | ----- | ----- | ----- | ----- | ----- | ----- | ----- | ------ | ------ | ----- | ----- |
| Pob.  | 2.144 | 3.099 | 3.249 | 5.246 | 3.366 | 8.502 | 9.749 | 10.190 | 10.464 | 9.963 | 9.095 |